# Vicente de Carvalho
Vicente de Carvalho – stacja metra w Rio de Janeiro, na linii 2. Zlokalizowana jest pomiędzy stacjami Thomaz Coelho i Irajá. Została otwarta 24 września 1998.